# Snare River
Snare River är ett vattendrag i Kanada.   Det ligger i territoriet Northwest Territories, i den centrala delen av landet, 3 200 km nordväst om huvudstaden Ottawa. Snare River ligger vid sjön Russell Lake.
Trakten runt Snare River är nära nog obefolkad, med mindre än två invånare per kvadratkilometer.